# Зундхаген
Зундхаген (њем. Sundhagen) општина је у њемачкој савезној држави Мекленбург-Западна Померанија. Једно је од 64 општинска средишта округа Нордфорпомерн. Према процјени из 2010. у општини је живјело 5.488 становника. Посједује регионалну шифру (AGS) 13057104.

## Географски и демографски подаци
Зундхаген се налази у савезној држави Мекленбург-Западна Померанија у округу Нордфорпомерн. Општина се налази на надморској висини од 1 метара. Површина општине износи 159,3 km². У самом мјесту је, према процјени из 2010. године, живјело 5.488 становника. Просјечна густина становништва износи 34 становника/km².